# 斯梅西克
斯梅西克（Smethwick）是英格蘭西米德蘭茲的一個城市，在歷史上屬於斯塔福德郡。據2011年人口普查，斯梅西克有人口14,146人。